# Wapen van Jorwerd

Wapen van Jorwerd

Het wapen van Jorwerd is het dorpswapen van het Nederlandse dorp Jorwerd, in de Friese gemeente Leeuwarden. Het wapen werd in 2001 geregistreerd.

## Beschrijving
De blazoenering van het wapen in het Fries luidt als volgt:
yn goud in blauwe fersmelle peal, gelykfallend mei de middelste kantiel fan it skyldhaad, rjochts beselskippe fan in reade ikel en lofts fan in ôfskuorde swarte earnskop; in fan ûnderen kantiele read skyldhaad mei trije kantielen, it skyldhaad belein mei trije sulveren ruten.
De Nederlandse vertaling luidt als volgt: 
in goud een blauwe versmalde paal, samenvallend met de middelste kanteel van het schildhoofd, rechts vergezeld van een rode eikel en links van een afgescheurde zwarte adelaarskop; een van onderen gekanteeld rood schildhoofd met drie kantelen, het schildhoofd belegd met drie zilveren ruiten.
De heraldische kleuren zijn: goud (goud), azuur (blauw), keel (rood), sabel (zwart) en zilver (zilver).

## Symboliek
- Schildhoofd: de rode kleur staat voor het rechthuis van Baarderadeel dat tot in de 17e eeuw in Jorwerd stond. De kantelen van het schildhoofd duiden op twee stinsen die bij het dorp gelegen waren: Fons in de buurtschap Fons en Groot Hesens in de buurtschap Hezens.[2]
- Ruiten: symbolen voor de rechtspraak. Het aantal drie duidt op de rechter en twee bijzitters. De kleur zilver verwijst naar de zuiverheid van de rechtspraak.[2]
- Eikel: ontleend aan het wapen van de familie Hettinga, bewoners van de stins Hesens.[2]
- Adelaarskop: overgenomen uit het wapen van Fons, een geslacht dat de gelijknamige stins bewoonde.[2]
- Blauwe paal: staat voor de Jorwerdervaart.[2]

## Zie ook

Vlag van Jorwerd